# تفنگ (فیلم ۲۰۱۲)
تفنگ (به تامیلی: Thuppakki) فیلمی محصول سال ۲۰۱۲ و به کارگردانی ای‌آر موروگادوس است. در این فیلم بازیگرانی همچون ویجای، کجال آگاروال، ساتیان، ویدیوت جاموال، جایارام، ذاکر حسین ایفای نقش کرده‌اند.